# Dolichotarsus livescens
Dolichotarsus livescens är en tvåvingeart som beskrevs av Henry J. Reinhard 1958. Dolichotarsus livescens ingår i släktet Dolichotarsus och familjen parasitflugor. Inga underarter finns listade i Catalogue of Life.